# Roseto Capo Spulico
Roseto Capo Spulico er en by i Calabrien, Italien med 1.887 (2023) indbyggere.